# توحیدخانه
توحیدخانه عمارتی تاریخی در پشت عالی قاپو است که هم‌اکنون، در میان صحن دانشکده معماری دانشگاه هنر اصفهان قرار دارد. توحیدخانه (یا شیر گویا) نام یک ساختمان تاریخی و مقدس عصر صفوی است که در دوره قاجار و پهلوی، به عنوان زندان تغییر کاربری داد، تا آنکه در سال ۱۳۵۵ با تاسیس زندان مرکزی اصفهان، تعطیل و بخشی از آن به دانشگاه هنر واگذار شد. 

## تاریخچه
دربارهٔ بانی و تاریخ تأسیس توحیدخانه اختلاف نظر وجود دارد، به گونه‌ای که در برخی منابع تأسیس و بنای آن به شاه اسماعیل اول صفوی نسبت شده و دربارهٔ علت تأسیس آن آمده‌است که شاه اسماعیل که به دلیل مشاغل سلطنتی از ارشاد مریدان بازمانده بود، منصبی رسمی و غیرنظامی با عنوان «خلیفةالخلفا» تعیین کرد تا در توحیدخانه به ارشاد صوفیان و سالکان بپردازد.
در برخی منابع دیگر دستور بنای توحیدخانه را به شاه عباس نسبت داده و بیان شده‌است که به دستور شاه طهماسب دوم صفوی در پشت عمارت عالی‌قاپو گنبدی وسیع برای «صوفیان صافی ضمیر صاحب ذکر» بنا شد که آن را توحیدخانه نامیدند.
بنابر شواهد تاریخی عمارت توحیدخانه در روزگار صفوی محل عبادت صوفیان و جایگاه «خلیفةالخلفا» قطب و پیشوای صوفیان صفوی بود که به عنوان یک مکان مقدس عدالت خواهان در آن بست می‌نشستند و هیچ‌کس حق نداشت با سلاح وارد آن شود.
این بنا از لحاظ انگیزه تأسیس و نیز آیین‌ها و مراسمی که در آن انجام می‌شده با مکان‌هایی مانند خانقاه، زاویه و صومعه که بیشتر سلوک فردی صوفیان باعث تأسیس و رونق آن‌ها بوده، تفاوت داشته‌است.
براساس منابع موجود آیین‌ها و مراسم توحیدخانه بدین شرح بوده که صوفیان باید عصر هر روز در توحیدخانه حاضر و به ذکر و فاتحه‌خوانی مشغول می‌شدند.
عصر روز پنج‌شنبه امرا، خان‌ها، سلاطین و عمال هر ولایت تاجی بر سر می‌گذاشتند و در توحیدخانه به نیت سلامتی شاه حمد و سوره می‌خواندند و اگر کسی از این رسوم تخلف می‌کرد می‌بایست به صوفیان وجهی می‌پرداخت، این آداب حتی در سفرها نیز رعایت می‌شد و افرادی به نام «ناظران بیوتات» چادر توحیدخانه و فرش، غذا و دیگر مایحتاج سفر را برای صوفیان فراهم می‌کردند. همچنین گفته می‌شود این بنا در عهد شاه عباس اول محل تجمع صوفیان بوده‌است و گروهی از ایشان در شب‌های جمعه در این محل، گرد آمده و به جان شاه دعا می‌کرده‌اند. حتی گفته شده که خود شاه نیز گاهی در این حلقه حضور می‌یافته‌است.
بنای توحید خانه که در محدوده باغ‌ها و عمارات (قصرها، حرمسراهاو…) شاهان صفوی و با عملکرد خاص خود و در غرب میدان نقش جهان قرار داشته، امروز به عنوان بنایی با ویژگی‌های ممتاز، مانند قرارگرفتن گنبد خانه در وسط حیاط و…، در محدوده تاریخی فرهنگی اصفهان (مصوب سال ۱۳۴۹) قرار دارد. این بنا همچنین در محدوده تعیین شده توسط طرح تجدید نظر نظر طرح جامع اصفهان و متعاقب آن طرح تفضیلی اصفهان نیز واقع شده‌است. در محدوده‌های تاریخی موصوف علاوه بر توحید خانه، بسیاری از بناهای ارزشمند شهر اصفهان، همچون تالار اشرف نیز استقرار یافته‌اند.
در یک چنین بافت با ارزش تاریخی، بنای توحید خانه پس از مرمت و نوسازی، با هدف تغییر عملکرد به یک دانشکده هنری احیاء شده‌است. این نوشتار به اختصار، مراحل این کار را نشان می‌دهد.
اولین بار به کلمه توحیدخانه درصفحه ۱۴۵ کتاب عالم آرای عباسی تألیف اسکندر بیک ترکمان اشاره شده. اطلاعات تاریخی دیگر در باب این بنا را می‌توان در آثار: «نظام ایالات دردوره صفوی» نوشته کلاوس میشائل رهربورن، «تاریخ طهماسبیه»، «جلد هفتم سیاحتنامه شاردن»، «در دربار شاهنشاه ایران» اثر انگلبرت کمپفر و «سفرنامه پیترو دلاواله» جستجو کرد.
از نوشته این سیاحان و مورخان این چنین بر می‌آید که توحید خانه در گذشته محل تجمع صوفیان بوده‌است. آنان در شب‌های جمعه در این محل گرد آمده و به جان شاه دعا می‌کرده‌اند. گاهی نیز شاه در این اجتماعات شرکت می‌نموده تا از اخبار و نظریات مردم نسبت به خود و افراد دیگری که به وسیله صوفیان اظهار می‌شد، مطلع گردد. بعضی از مورخان توحید خانه را بست دانسته‌اند. به نظر می‌رسد که چون عالی قاپو بست بوده، به مرور زمان بست از این محل به سمت توحید خانه کشانیده شده و بعد ازشاه عباس اول از این محل به عنوان بست استفاده شده‌است.
توحیدخانه در روزگار صفوی محل عبادت صوفیان و جایگاه «خلیفه الخلفا» قطب و پیشوای صوفیان صفوی بود که به عنوان یک مکان مقدس، گاه عدالت‌خواهان در آن بست می‌نشستند و هیچ‌کس حق نداشت با سلاح وارد آن شود. در سال‌های حکومت قاجار، دیگر این محل یک مکان مقدس و امن به حساب نمی‌آمد و در دوران پهلوی با یک اقدام نسنجیده گنبد توحیدخانه تبدیل به زندان گردید و در قسمتی از زمین‌های توحیدخانه ساختمان‌هایی برای شهربانی احداث گردید.
در زمان شاهان صفوی، گنبد توحید خانه والحاقات آن جزیی از مجموعه عظیم سلطنتی بوده که در دوره‌های بعد و برای سالیان مدید (تا سال ۱۳۵۶) به صورت زندان از آن استفاده می‌شده‌است. در این سال، بنا در اختیار وزارت فرهنگ وقت قرار می‌گیرد و تا سال ۱۳۶۳ بخشی از عملیات مرمتی در آن صورت می‌پذیرد. در این سال، بنا تحت عنوان بخشی از دانشکده پردیس اصفهان وابسته به دانشگاه هنر تهران فعال می‌گردد. پس از انتقال زندان شهربانی اصفهان از توحید خانه بخش‌های الحاقی که در حد فاصل گنبد و شهربانی ساخته شده بود، تخریب شدندو بدین ترتیب شکل کلی توحید خانه نمایان گردید. معماری توحید خانه را تا سال ۱۳۶۳، جدا از آنچه در دوره صفوی صورت گرفته که مشتمل بر بنای گنبد و قسمت‌هایی از صحن حیاط جنوبی و جرز و دهنه‌های باقی‌مانده از دیوار شمالی راهرو ارتباطی عالی قاپو بوده‌است، می‌توان به شرح زیر طبقه‌بندی و معرفی نمود:
بناهای خشت و گلی با نمای آجری و طاقهای جناغی در جبهه‌های شمالی، غربی و جنوب شرقی که تداوم آن‌ها در اطراف محوطه شهربانی سابق ادامه می‌یابد و به دو دوره تقسیم می‌شود:
| الف. قسمت‌هایی که دارای طاقهای جناغی و شامل اتاق‌هایی است که دورتادور محوطه حیاط قرار گرفته و در جبهه غربی دارای ستون‌های گرد است. |
| ب. نمای خارجی که در سه جبهه شمال، شرق و جنوب محوطه در جلوی ساختمان‌های اخیرالذکر، راهروی باریکی به عرض تقریبی ۸۰/۱متر با جرزهایی با قطر تقریبی ۱ متر تعبیه شده‌است. نمای بیرونی دارای قوس‌های نیم دایره است که در دوره دوم شاهان قاجار (از زمان ناصرالدین شاه به بعد) ساخته شده‌است. |

ساختمان‌هایی که به علت تغییر عملکرد قبلی بنا، تغییر شکل داده‌اند و دارای پوشش‌های مسطح هستند و راهروی آن را به ایوان تبدیل کرده‌اند. در حال حاضر این بخش‌ها کلاً تخریب شده‌اند.
معماری دوره‌های اخیر اکثر مصالح آن از آجر وسیمان است که با استفاده از این مصالح یا اتاق‌هایی در فضای باغ ساخته‌اند ویا برای تقسیم کردن فضاهای بزرگتر به فضاهای کوچکتر مورد استفاده واقع شده‌اند. تعمیرات صورت پذیرفته در بنای توحید خانه از سال۱۳۵۷ تا ۱۳۶۳ شامل مرمت و بازسازی جبهه غربی، بخشی از جبهه شمالی و ورودی اصلی در ضلع جنوبی و بدنه سازی محور اصلی ارتباطی عالی قاپو، زدودن الحاقات و استحکام بخشی بدنه‌ها بوده‌است. از سال ۱۳۶۳تغییرات معماری بر اساس تبدیل فضای توحیدخانه به دانشکده پردیس صورت گرفته که در پلان بنا مشخص گردیده‌است. در مرمت و بازسازی و نوسازی (تقسیم‌بندی فضاها) از مصالح سیمان، گچ، آجر، سنگ، فلزو کاهگل استفاده گردیده‌است.
ارتباط بنا با شریان‌های شهری:
ورودی اصلی بنای توحید خانه در جبهه جنوبی واقع بوده که اینک در حال مرمت و بازسازی است. در سال ۱۳۶۳ همزمان با بهره‌برداری از بنای مذکور، ورودی از طریق خیابان استانداری (خیابان شرقی که به موازات میدان نقش جهان قرار دارد) صورت می‌پذیرفت. پس از تبدیل فضاهای اطراف توحیدخانه به پارک عمومی توسط شهرداری اصفهان، ورودی بنا تا سال ۱۳۷۱ به جبهه شرقی انتقال یافت. سپس با تغییر کفسازی میدان، عملاً ورودی از طریق میدان حذف و فعلاً ورودی در بخش شمال غربی بنا (ورودی غربی) به صورت پیاده از سمت خیابان استانداری صورت می‌پذیرد.

## فرم و تزیینات بنا
گنبد اصلی بنا به شکل دوازده ضلعی که در هر یک از اضلاع به صورت یک در میان، یک در ورودی (مجموعاً شش ورودی) تعبیه گردیده‌است. در داخل فضای گنبد، دیوارها توسط یک دوال به دو قسمت تقسیم شده‌اند. برای تبدیل پلان دوازده ضلعی به دایره، از طاق نماها استفاده گردیده که در فاصله هر دو طاق نما، یک «پا باریک» قرار دارد. کتیبه ای به خط ثلث اطراف فضای داخلی گنبد را فرا گرفته‌است. سقف ایوان جنوبی گنبد دارای تزیینات نقاشی است. حدس بر این است که ایوان جنوبی، ورودی اصلی فضای گنبدخانه بوده‌است.

## نگارخانه

توحیدخانه دانشکده معماری دانشگاه هنر اصفهان در سال ۱۳۸۲ خورشیدی